# Kuchyňka (Třebíč)
Kuchyňka je rybník v Třebíči, je umístěný poblíž silnice vedoucí na Račerovice a nachází se tak v části Podklášteří. Poblíž rybníka se nachází VZŠ Třebíč a nedaleko na jih i bazilika svatého Prokopa. Rybník je využíván ke koupání a v zimě k bruslení. Napájen je vodami Týnského potoka.

## Události
V roce 2020 se v rybníku utopil osmnáctiletý muž. V roce 2021 bylo oznámeno, že na rybník budou instalována plovoucí dřevěná mola, která budou sloužit v zimě i v létě. Roku 2023 pak došlo k jejich instalaci.

## Galerie

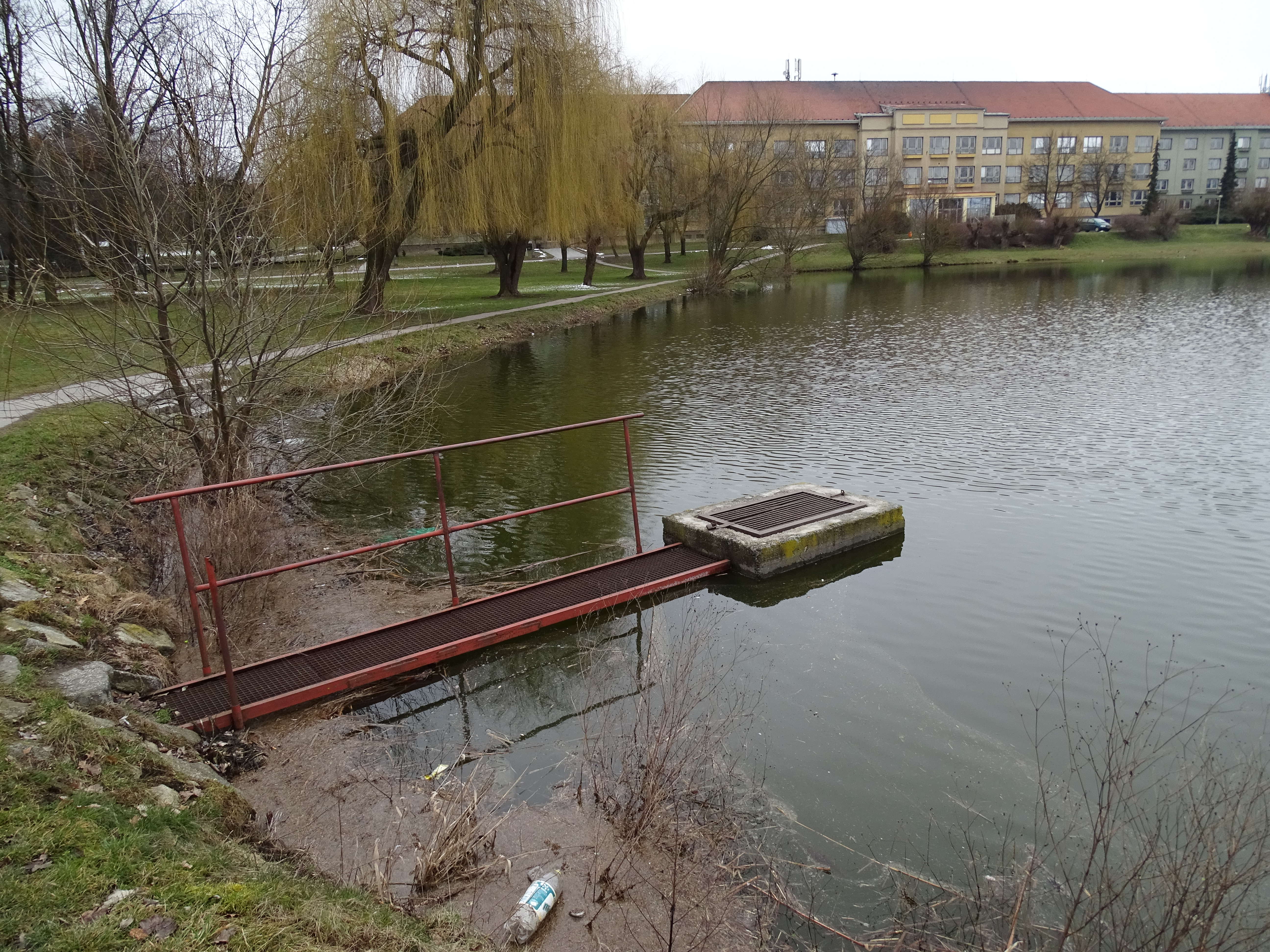
Výpusť
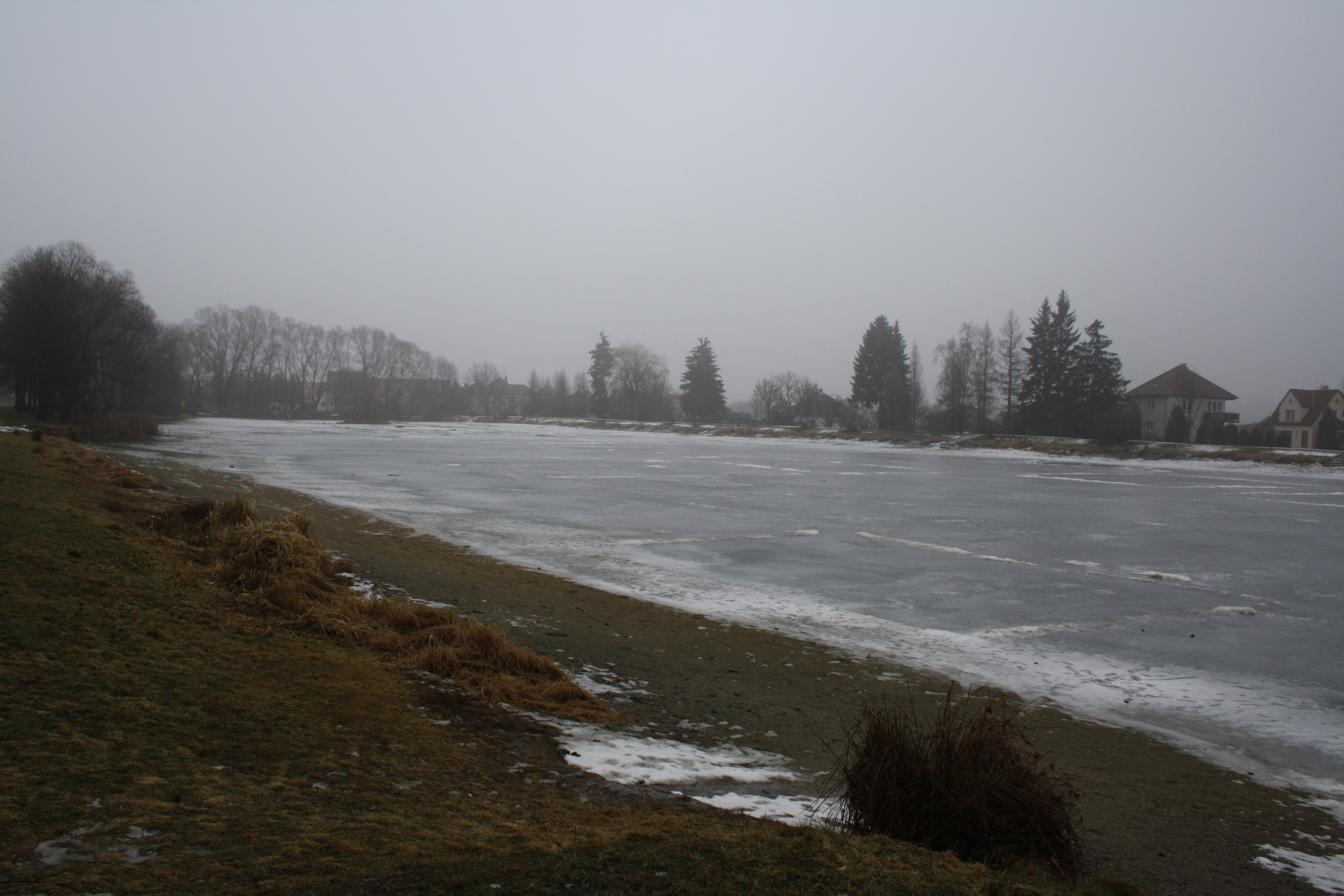
Rybník v zimě
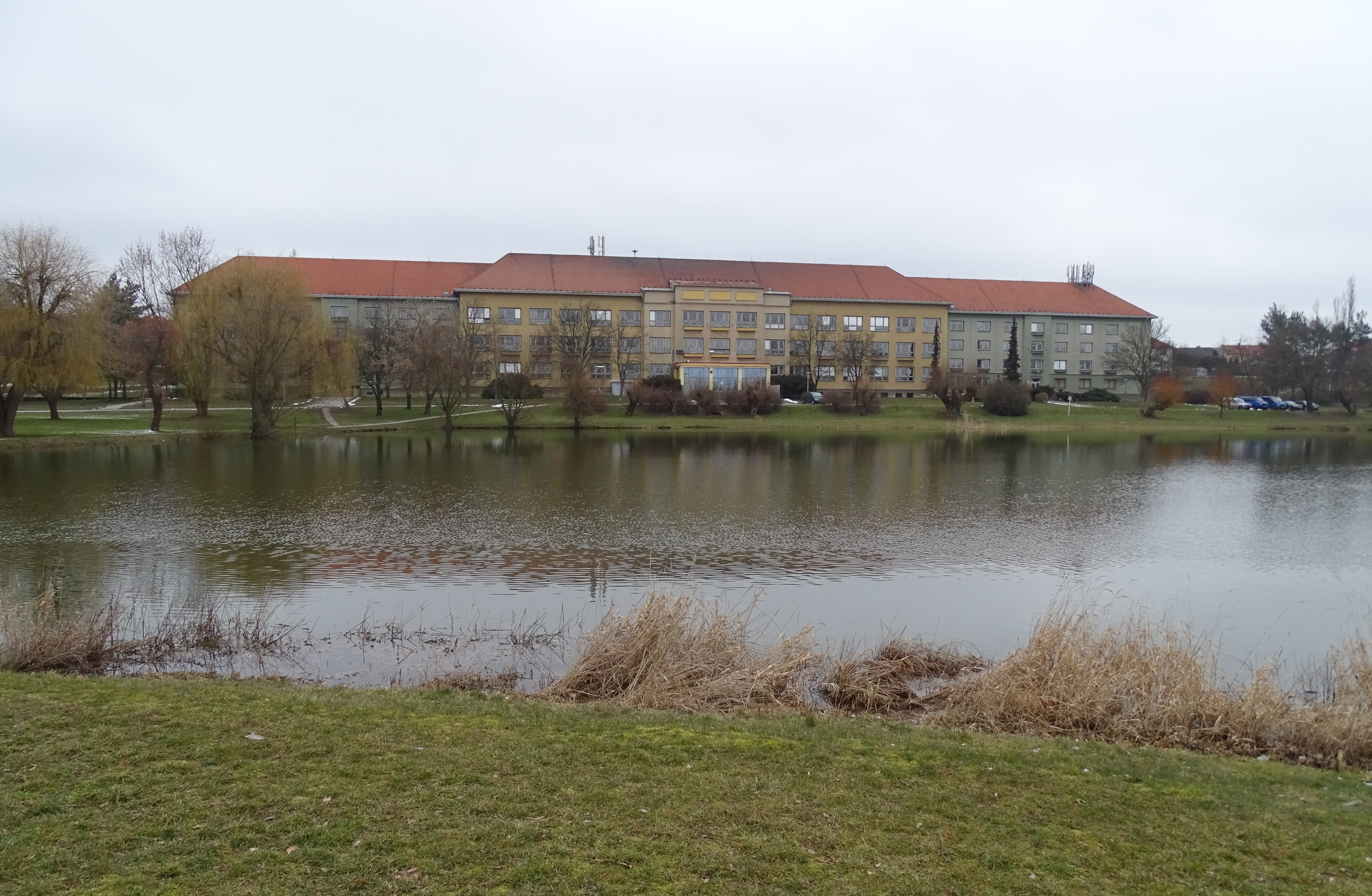
Pohled na budovu VZŠ Třebíč
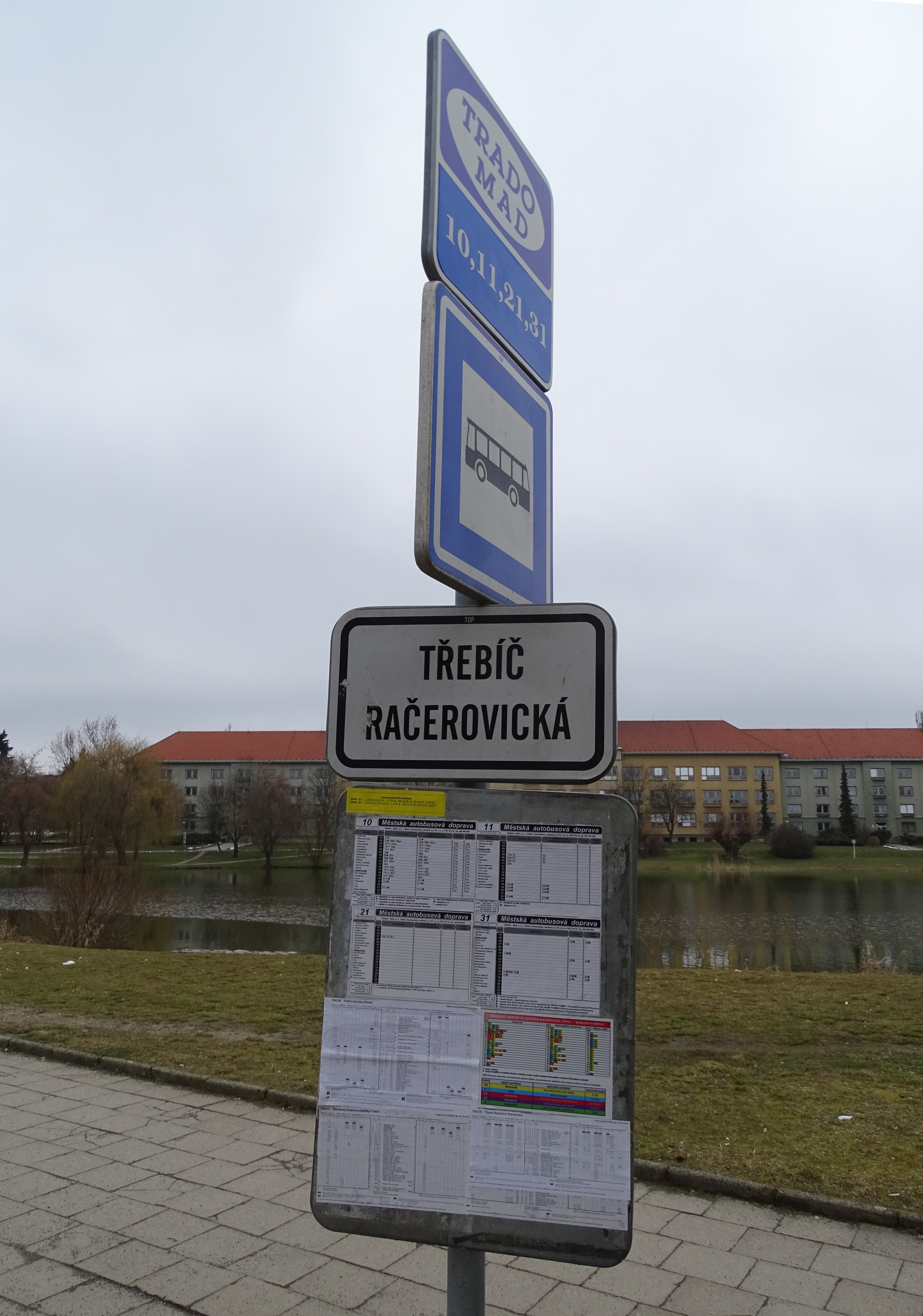
Autobusová zastávka
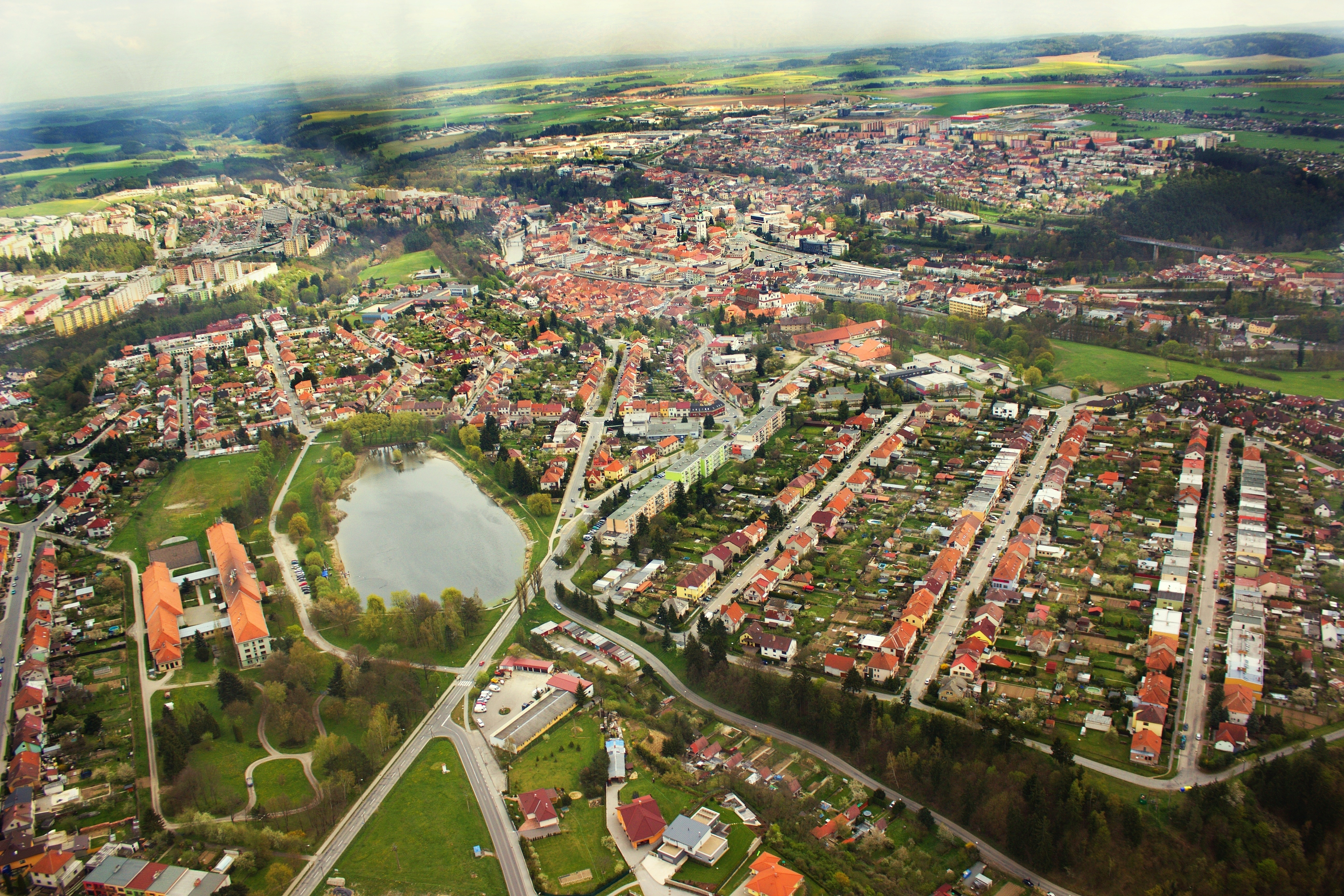
Letecký pohled